# Convención de Constantinopla

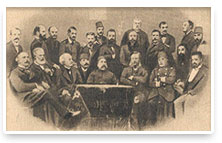
Imagen de la Convención de Constantinopla de 1888

La Convención de Constantinopla es un tratado internacional firmado el 29 de octubre de 1888 por Reino Unido de Gran Bretaña e Irlanda, Francia, Imperio Alemán, Imperio Ruso, Imperio Otomano, Imperio Austrohúngaro, España, Países Bajos y el Reino de Italia en dicha ciudad por el que se estableció el uso libre del paso del Canal de Suez, tanto en tiempo de paz como de guerra y para todo tipo de buques, se prohibió el bloqueo del canal y la zona o área alrededor del mismo que quedaba sujeta al mismo.
Para alcanzar su objetivo se fijó que el Canal de Suez no podría ser zona de hostilidades, ni tampoco la zona de seguridad establecida tres millas alrededor de él. El Canal pasaba a estar desmilitarizado y sus fortificaciones debían ser eliminadas y, en todo caso, no se permitirían nuevas construcciones militares.
Las razones para el establecimiento del tratado nacen cuando en 1854 se le otorga a Fernando de Lesseps la concesión para la construcción del Canal por parte de Francia. Los acuerdos entre la Compañía Universal del Canal de Suez y el Khedive de Egipto (sometido al Imperio Otomano) preveían el uso comercial, pero no el bélico, acuerdo que se plasmó en 1866. Durante la guerra ruso-turca en 1877, el Imperio británico (el mayor accionista de la Compañía Universal del Canal de Suez) temió un bloqueo del canal, lo que interrumpiría sus comunicaciones con la India Británica. Aunque las partes beligerantes manifestaron al Reino Unido su disposición al no uso del bloqueo del canal como arma de guerra, tanto este país como Francia iniciaron en 1885 conversaciones para llegar a un acuerdo internacional que fijase el estatuto jurídico definitivo. Así en 1887, ambos países firmaron un acuerdo que, en resumen, se convertirá con pocas variaciones en la Convención de Constantinopla.